# Supernatural: The Animation
Supernatural: The Animation (スーパーナチュラル・ザ・アニメーション?) è un anime di ventidue episodi prodotto dallo studio Madhouse ed ispirato alla serie televisiva statunitense Supernatural.
L'anime riprende la trama delle prime due stagioni della serie televisiva e segue la storia dei fratelli Sam e Dean Winchester (doppiati rispettivamente da Yūya Uchida e Hiroki Touchi in giapponese, e dagli attori  Jared Padalecki e Jensen Ackles in inglese) nella loro caccia a creature mostruose e fenomeni soprannaturali sul territorio americano.
Oltre a coprire gli episodi salienti della serie televisiva, l'anime approfondisce alcuni aspetti della vita dei protagonisti attraverso episodi prequel e storie inedite, oltre a raccontare le vicende di alcuni comprimari della serie.

## Personaggi e doppiatori
- Hiroki Touchi:  Dean Winchester
- Yūya Uchida:  Sam Winchester
- Gackt:  Andy
- Mabuki Andou:  Mary Winchester
- Takaya Hashi:  John Winchester

## Episodi
| Nº | Giapponese 「Kanji」 - Rōmaji                                                                                           |
| 1  | 「もうひとりの自分 -THE ALTER EGO-」 - Mō Hitori no Jibun: The Alter Ego                                                |
| 2  | 「死へのドライブ -ROADKILL-」 - Shi e no Drive: Roadkill                                                                |
| 3  | 「始まりの場所 -HOME-」 - Hajimari no Basho: Home                                                                       |
| 4  | 「ハイウェイの亡霊 -GHOST ON THE HIGHWAY-」 - Highway no Bōrei: Ghost on the Highway                                    |
| 5  | 「野獣の血 -SAVAGE BLOOD-」 - Yajū no Chi: Savage Blood                                                                 |
| 6  | 「血まみれメアリー -TILL DEATH DO US PART-」 - Chi Mamire Mary: Till Death Do Us Part                                   |
| 7  | 「悪魔の誘惑 -TEMPTATION OF THE DEMON-」 - Akuma no Yūwaku: Temptation of the Demon                                     |
| 8  | 「永遠の愛 -EVERLASTING LOVE-」 - Eien no Ai: Everlasting Love                                                          |
| 9  | 「ベガスの神様 -THE SPIRIT OF VEGAS-」 - Vegas no Kami-sama: The Spirit of Vegas                                        |
| 10 | 「月光 -MOONLIGHT-」 - Gekkō: Moonlight                                                                                 |
| 11 | 「悪夢ふたたび -NIGHTMARE-」 - Akumu Futatabi: Nightmare                                                                |
| 12 | 「孤独な戦士 -DARKNESS CALLING-」 - Kodoku na Senshi: Darkness Calling                                                  |
| 13 | 「水に棲むもの -WHAT LIVES IN THE LAKE-」 - Mizu ni Sumu Mono: What Lives in the Lake                                   |
| 14 | 「再会 -REUNION-」 - Saikai: Reunion                                                                                    |
| 15 | 「悪魔の罠 -DEVIL'S TRAP-」 - Akuma no Wana: Devil's Trap                                                               |
| 16 | 「別れ -IN MY TIME OF DYING-」 - Wakare: In My Time of Dying                                                            |
| 17 | 「陽が昇る場所 -RISING SON-」 - Yō ga Noboru Basho: Rising Son                                                          |
| 18 | 「地獄の猟犬 -CROSSROAD-」 - Jigoku no Ryōken: Crossroad                                                                |
| 19 | 「臆病者 -LOSER-」 - Okubyōmono: Loser                                                                                  |
| 20 | 「もうひとつの世界 -WHAT IS AND WHAT SHOULD NEVER BE-」 - Mō Hitotsu no Sekai: What Is and What Shōld Never Be          |
| 21 | 「選ばれし者たち(前編) -ALL HELL BREAKS LOOSE, PART1-」 - Erabareshi Mono-tachi (Zenpen): All Hell Breaks Loose, Part 1 |
| 22 | 「選ばれし者たち(後編) -ALL HELL BREAKS LOOSE, PART2-」 - Erabareshi Mono-tachi (Kōhen): All Hell Breaks Loose, Part 2  |

## Colonna sonora
Sigla di chiusura
- Carry on my Wayward Son cantata da Naoki Takao